# جورج فليتشير مور
جورج فليتشير مور (بالإنجليزية: George Fletcher Moore)‏ هو مؤلف وقاضي أسترالي، ولد في 10 ديسمبر 1798 في Donemana ‏ في المملكة المتحدة، وتوفي في 30 ديسمبر 1886. أجرى عددًا من الرحلات الاستكشافية؛ كان مسؤولًا عن إحدى أقدم السجلات المنشورة للغة السكان الأستراليين الأصليين في منطقة برث؛ كان مؤلف كتاب داياري أوف تين ييرز إيفينتفول لايف أوف أن إرلي سيتلر إن ويسترن أستراليا (يوميات عشر سنوات من الحياة المفعمة بالحيوية لمستوطن مبكر في غرب أستراليا).

## النشأة
ولد مور في 17 ديسمبر عام 1798 في بوندز غلين، دونيمانا، مقاطعة تيرون في أيرلندا الشمالية. تعلم في كلية فويل في ديري وفي كلية ترينيتي في دبلن. تخرج حائزًا على شهادة في القانون عام 1820، وقضى السنوات الستة التالية في نقابة المحامين الأيرلندية، لكن بسبب عدم رؤيته فرص كافية للتطور، قرر ممارسة مهنة القضاء في المستعمرات. استعلم مور في وزارة المستعمرات بعد تعيينه رسميًا في مستعمرة نهر سوان التي أُنشئت مؤخرًا في غرب أستراليا، لكن قيل له إن هذه التعيينات كانت من مسؤولية حاكم أستراليا الغربية، السير جيمس ستيرلنغ، ولا يمكن ضمانها من قبل وزارة المستعمرات. رغم ذلك، وعدته وزارة المستعمرات بخطاب تعريف إذا اختار الهجرة.

## في أستراليا
أبحر مور من دبلن متجهًا إلى أستراليا الغربية على متن سفينة الكليوباترا، ووصل إلى مستعمرة نهر سوان في 30 أكتوبر عام 1830. علم بعد ذلك بأمر تعيين ويليام ماكي رئيسًا لمحاكم الجلسات الصغرى ومحاكم الجلسات الربعية في ديسمبر الماضي، ما أدى فعليًا إلى القضاء على أي فرص تعيين قضائي رسمي لمور. لذلك وجه انتباهه إلى هدف الحصول على منحة أرض وإنشاء مزرعة. بحلول نهاية نوفمبر، كان مور قد طالب بمساحة كبيرة من الأرض في وادي أفون، والتي لم يرها بعد لكن اقترحها عليه روبرت ديل، الذي استكشف المنطقة في يوليو. حصل مور أيضًا على نصف منحة ويليام لامب في ضاحية سوان العليا من خلال الموافقة على إجراء التحسينات اللازمة لتأمين سند الملكية بالكامل.
في سبتمبر عام 1831، قاد روبرت دايل مجموعة كبيرة لقطع الطريق من غيلدفورد إلى وادي أفون. حرصًا على رؤية منحته لأول مرة، انضم مور إلى المجموعة. عند وصوله إلى الموقع المقصود في مدينة يورك، استكشف مور ودايل جزءًا كبيرًا من نهر أفون، وخمنا بصورة صحيحة أن نهري أفون وسوان كانا في الواقع نهرًا واحدًا. جمع مور في هذه الرحلة الاستكشافية معلومات كافية دفعته لنقل منحته الداخلية إلى منطقة تحوي أراضي رعوية أفضل بكثير.
في فبراير عام 1832، حصل مور أخيرًا على التعيين القضائي الذي كان يأمل فيه، إذ تعين مفوضًا للمحكمة المدنية. بفضل الأرض الجيدة والراتب الثابت، حسّن مور وضعه بسرعة بصفته مزارعًا رائدًا. بحلول عام 1833، كان لديه أحد أكبر قطعان الأغنام في المستعمرة.
كان مور استثنائيًا بين معاصريه، إذ طور علاقات ودية ودائمة مع السكان الأصليين الأستراليين في المنطقة. عندما تعلم المزيد عن ثقافتهم، تعمق اهتمامه، وبدأ اهتمامه العلمي بلغتهم وعاداتهم. في منتصف عام 1833، نشر مور في صحيفة برث غازيت أول سجل لتقاليد السكان الأصليين في المنطقة. دعا إلى تعويض السكان الأصليين عن خسارة أراضيهم، وروج لفكرة تنصيرهم. لفترة من الوقت، موّل روبرت ليون في محاولته لتعلم لغتهم، ثم انطلق لتعلمها بنفسه.